# Естонська Радянська Соціалістична Республіка
Естонська Радянська Соціалістична Республіка (ест. Eesti Nõukogude Sotsialistlik Vabariik; рос. Эстонская Советская Социалистическая Республика) — одна з радянських республік, яка виникла внаслідок окупації та анексії СРСР незалежної Естонії.

## Історія

### 1917—1918
Під впливом Лютневої революції 1917, яка почалася у Петрограді, у Таллінні й інших естонських містах утворилися Ради робітничих і солдатських депутатів. У квітні того самого року естонські землі стали автономною провінцією. Перші вибори до естонського парламенту відбулися 7-8 липня 1917. Губернська Земська рада 24 лютого 1918 року проголосила незалежність Естонії. Проте відбулося вторгнення російської Червоної Армії, яка за підтримки налаштованих по колаборантськи естонських стрільців сприяла проголошенню 29 листопада 1918 року Естонської Радянської Республіки, названої Естляндською трудовою комуною. Водночас по всій Естонії за підтримки Сполученого Королівства та США розгорнулася масова збройна боротьба проти загонів Червоної Армії. Естляндська трудова комуна припинила своє існування.
19 травня 1919 року Установчі збори проголосили створення незалежної Естонської Республіки.

### Включення до складу СРСР
17 вересня 1939 року, коли розпочалася Радянсько-польська війна, СРСР надіслав дипломатичним представникам 24 країн, — і серед них Латвії, Литви, Естонії, Фінляндії, — так звану ноту, де вказав, що «У відносинах з ними СРСР буде провадити політику нейтралітету». Але вже 25 вересня Сталін у розмові з послом Німеччини фон Шуленбургом заявив, що він має намір «вирішити проблему балтійських країн згідно з секретним протоколом» і, у зв'язку з цим очікує підтримку німецького уряду. Гітлер розумів наміри Сталіна у Балтії таким чином, що балтійські країни обов'язково будуть включені до складу СРСР і дав Сталіну «карт-бланш». На географічних картах, що вийшли друком у Німеччині 1 квітня 1940 року (а складених ще у березні), території Естонії, Литви, Латвії були позначені як складові Радянського Союзу. Радянський Союз окупував їх лише влітку.
17-21 червня 1940 року Естонія окупована військами СРСР. 14-15 липня було проведено позачергові парламентські вибори на однопартійній основі. У бюлетенях були лише прорадянські кандидати. Обраний таким чином парламент (ест. Riigikogu) рішенням від 21 липня 1940 проголосив Естонську РСР. 22 липня 1940 року він «попрохав» прийняти ЕРСР до складу Радянського Союзу. 6 серпня того ж року включена до складу СРСР.
У 1941—1944 роках країна була окупована нацистською Німеччиною.

### 1944—1991

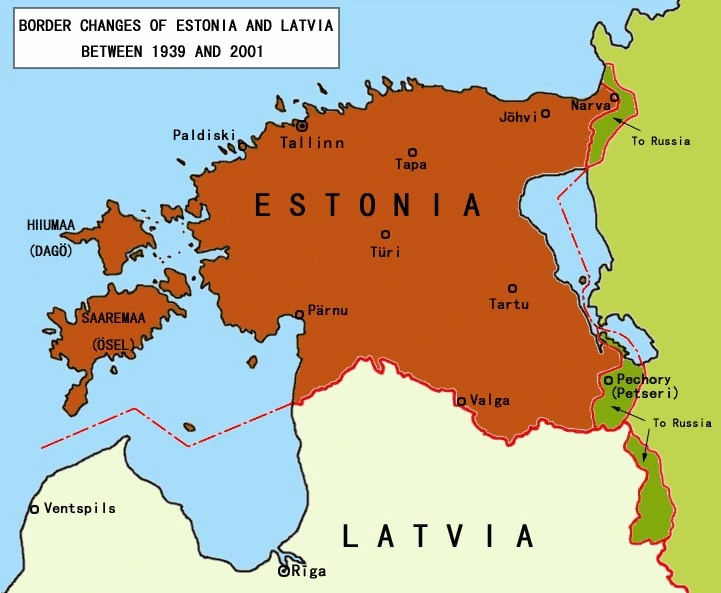
Території, передані до складу Російської РФСР у 1945

У 1944—1945 роках частину північно-східної та південно-східної Естонії з містами Яанілінн (Івангород) та Петерсі (Печори) передано до складу Росії, де вони перебувають досі.
З 1944 року в Естонії мав місце широкий партизанський рух, спрямований проти радянської окупації. Остаточно розгромлений у 1950-ті роки.
Радянська влада заохочувала переселення до Естонії мешканців інших регіонів СРСР. Наслідком такої політики стало виникнення у країні великої російськомовної діаспори, яка існує дотепер.
8 травня 1990 року Верховна Рада Естонської РСР проголосила відновлення Естонської Республіки та її символів. 20 серпня 1991 року Естонія повернула собі повну незалежність.